# Златко Бурић
Златко Бурић (хрв. Zlatko Burić; Осијек, 13. мај 1953) хрватски је глумац.

## Филмографија
| Улоге Златка Бурића |              |               |              |                                            |
| Година              | Српски назив | Изворни назив | Улога        | Напомена                                   |
| 1996.               | Пушер        |               | Мило         | награда Бодил за најбољег споредног глумца |
| 2004.               | Пушер 2      | Pusher II     | Мило         |                                            |
| 2009.               | 2012         | 2012          | Јуриј Карпов |                                            |
| 2012.               | Пушер        |               | Мило         | римејк на енглеском језику                 |
| 2022.               | Троугао туге |               | Димитриј     |                                            |